# Emmerdale (musikalbum)
Emmerdale är The Cardigans debutalbum. Det utgavs i Sverige den 18 februari 1994 och i Japan den 24 september 1994. Det återutgavs igen i Europa i januari 1999 och i Kanada i maj 1999. 
Albumet är uppkallat efter den brittiska TV-serien som i Sverige känd som Hem Till Gården.
En särskild utgåva för USA släpptes i augusti 1999 på Minty Fresh Records och innehöll en bonusskiva med låtar från The Cardigans andra album, Life. Dessa låtar var inte tidigare tillgängliga i USA.
Albumet debuterade på den svenska försäljningslistan 22 juli 1994, och kom som bäst på 29:e plats.

## Låtlista
1. "Sick & Tired" (Peter Svensson, Magnus Sveningsson) – 3:24
2. "Black Letter Day" (Svensson, Sveningsson) – 4:31
3. "In the Afternoon" (Svensson, Sveningsson) – 4:10
4. "Over the Water" (Svensson, Sveningsson) – 2:13
5. "After All..." (Svensson, Sveningsson) – 2:56
6. "Cloudy Sky" (Svensson) – 4:07
7. "Our Space" (Svensson, Sveningsson) – 3:30
8. "Rise & Shine" (Svensson, Sveningsson) – 3:28
9. "Celia Inside" (Svensson, Sveningsson) – 3:34
10. "Sabbath Bloody Sabbath" (Butler, Iommi, Osbourne, Ward) - 4:32
  - ursprungligen framförd av Black Sabbath
11. "Seems Hard" (Svensson) – 3:56
12. "Last Song" (Sveningsson) – 3:21

### Bonusskivan i USA
1. "Pikebubbles" (Svensson, Sveningsson) – 3:02
2. "Travelling with Charley" (Svensson, Sveningsson) – 4:11
3. "Sunday Circus Song" (Svensson, Sveningsson, Tore Johansson) – 3:54
4. "Closing Time" (Svensson, Sveningsson, Johansson) – 10:22

## Singlar

### Sverige
1. Rise and Shine
2. Black Letter Day
3. Sick and Tired